# Saint-Hilaire-de-Brens
Saint-Hilaire-de-Brens là một xã của tỉnh Isère, thuộc vùng Rhône-Alpes, đông nam nước Pháp.